# Padilla ombimanga
Padilla ombimanga är en spindelart som beskrevs av Daniela Andriamalala 2007. Padilla ombimanga ingår i släktet Padilla och familjen hoppspindlar. Inga underarter finns listade i Catalogue of Life.